# Vệ tinh khí tượng

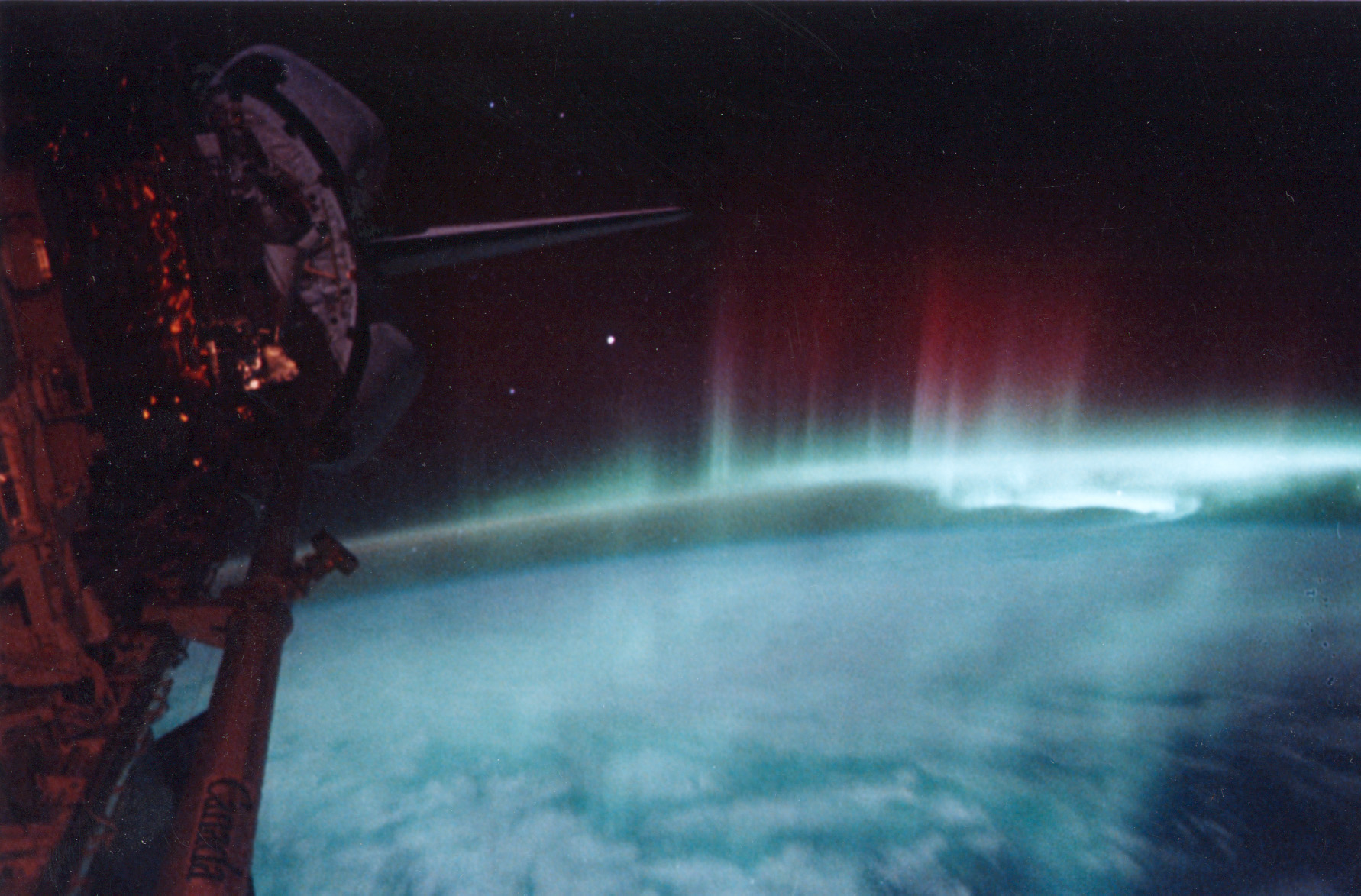
Ảnh hiện tượng cực quang được chụp từ tàu con thoi

Vệ tinh khí tượng là một loại vệ tinh nhân tạo được dùng chủ yếu để quan sát thời tiết và khí hậu trên Trái Đất. Các vệ tinh khí tượng không chỉ quan sát được mây và các hệ mây. Nó có thể quan sát được ánh sáng của thành phố, các vụ cháy, ô nhiễm, cực quang, cát và bão cát, vùng bị tuyết bao phủ, bản đồ băng, hải lưu, năng lượng lãng phí... và các thông tin môi trường khác được thu thập bởi vệ tinh khí tượng. Vệ tinh có thể quay quanh cực hoặc quanh đường xích đạo.
Ảnh từ vệ tinh khí tượng giúp giám sát các đám tro núi lửa từ núi St. Helens và các hoạt động núi lửa khác như núi Etna. Khói từ các vụ cháy rừng phía Tây Hoa Kỳ như Colorado và Utah cũng được giám sát.
Các vệ tinh theo dõi môi trường khác có thể phát hiện những thay đổi trong thảm thực vật, trạng thái mặt biển, màu nước biển và băng nguyên của Trái Đất. Ví dụ, vụ tràn dầu tàu Prestige năm 2002 ở ngoài khơi bờ biển phía tây bắc Tây Ban Nha đã được vệ tinh ENVISAT châu Âu theo dõi cẩn thận, mặc dù không phải là vệ tinh thời tiết, để có thể nhìn thấy những thay đổi trên mặt biển. Thêm vào đó, vệ tinh thời tiết quan sát được thời tiết toàn cầu.
El Niño và các hiệu ứng thời tiết của nó cũng được giám sát hằng ngày bằng hình ảnh từ vệ tinh thời tiết. Nói chung, các vệ tinh thời tiết phần lớn thuộc sở hữu của Hoa Kỳ, Châu Âu, Ấn Độ, Trung Quốc, Nga và Nhật Bản cung cấp các quan sát gần như liên tục cho một chiếc đồng hồ thời tiết toàn cầu.

## Lịch sử

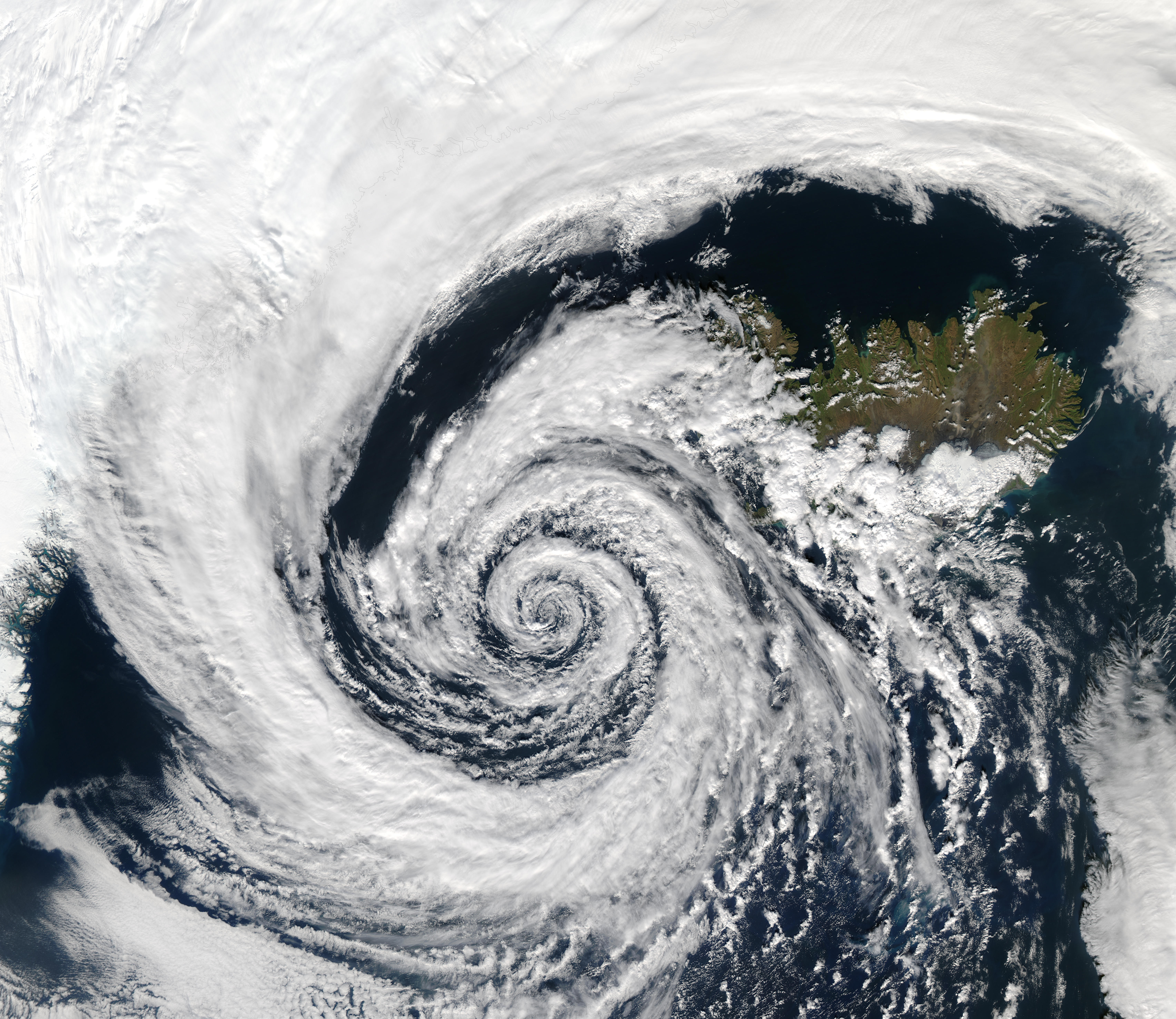
Ảnh chụp mây một vùng áp thấp phía trên Iceland

Ngay từ năm 1946, ý tưởng về các camera quay theo quỹ đạo để quan sát thời tiết đã được phát triển. Điều này là do phạm vi quan sát dữ liệu yếu ớt và chi phí sử dụng tên lửa quan sát thời tiết quá tốn kém cho mỗi lần quan sát. Đến năm 1958, các nguyên mẫu ban đầu cho TIROS và Vanguard (được phát triển bởi Quân đoàn Tín hiệu Quân đội) đã được tạo ra. Vệ tinh khí tượng đầu tiên, Vanguard 2, được phóng vào ngày 17 tháng 2 năm 1959. Nó được thiết kế để đo sự che phủ của mây. Tuy nhiên, do trục quay không chính xác nên nó không thu thập được nhiều dữ liệu có ích.
Vệ tinh khí tượng được xem là thành công đầu tiên là TIROS-1, được phóng bởi NASA vào ngày 1 tháng 4 năm 1960. TIROS hoạt động trong 78 ngày và được chứng minh là thành công hơn nhiều so với Vanguard 2. TIROS mở đường cho nhiều vệ tinh khí tượng cao cấp hơn trong tương lai, trong đó có chương trình Nimbus. Bắt đầu với vệ tinh Nimbus 3 vào năm 1969, thông tin nhiệt độ qua cột tầng đối lưu từ phía đông Đại Tây Dương và hầu hết Thái Bình Dương, dẫn đến những cải thiện đáng kể cho dự báo thời tiết.
Các vệ tinh quay quanh cực ESSA và NOAA vận hành từ cuối những năm 1960 trở đi. Các vệ tinh địa tĩnh theo sau, bắt đầu với các vệ tinh loại ATS và SMS vào cuối thập niên 60 và đầu thập niên 70 của thế kỷ XX, sau đó tiếp tục với loại GOES từ những năm 1970 trở đi. Các vệ tinh quay quanh cực như QuikScat và TRMM bắt đầu chuyển thông tin gió gần bề mặt đại dương bắt đầu từ cuối những năm 1970, với hình ảnh vi sóng giống như màn hình radar, giúp cải thiện đáng kể các dự đoán về sức mạnh của bão nhiệt đới, cường độ và vị trí trong những năm 2000 và 2010.

## Quan sát
Việc quan sát thường được thực hiện thông qua các 'kênh' khác nhau của phổ điện từ, đặc biệt là các phần nhìn thấy và hồng ngoại.
Một số kênh này bao gồm:
- Nhìn thấy và cận hồng ngoại: 0,6-1,6 μm để ghi lại mây che trong ngày
- Hồng ngoại: 3,9-7,3 μm (hơi nước), 8,7-13,4 μm (hình ảnh nhiệt)

### Phổ nhìn thấy được
Hình ảnh ánh sáng nhìn thấy được từ các vệ tinh thời tiết ban ngày rất dễ thấy ngay cả với mắt người bình thường; các đám mây, hệ thống mây và bão nhiệt đới, hồ, rừng, núi, băng tuyết, hỏa hoạn và ô nhiễm như khói, sương mù, bụi và khói mù là điều dễ thấy. Ngay cả gió cũng có thể được xác định bởi các mô hình đám mây, sự sắp xếp và chuyển động từ các bức ảnh liên tiếp.

### Phổ hồng ngoại
Hình ảnh nhiệt hoặc hồng ngoại được ghi lại bởi các cảm biến gọi là bức xạ kế cho phép một nhà phân tích được đào tạo để xác định độ cao và loại mây, để tính toán nhiệt độ nước và mặt nước và xác định vị trí các đặc điểm bề mặt đại dương. Hình ảnh vệ tinh hồng ngoại có thể được sử dụng hiệu quả cho bão nhiệt đới với mắt bão có thể nhìn thấy được, sử dụng kỹ thuật Dvorak, trong đó chênh lệch giữa nhiệt độ của mắt ấm và vùng mây lạnh xung quanh có thể được sử dụng để xác định cường độ của nó (vùng mây lạnh hơn thường xác định đó là một cơn bão dữ dội hơn). Hình ảnh hồng ngoại mô tả các sắc thái đại dương hoặc xoáy lốc và dòng chảy như Gulf Stream có giá trị đối với ngành vận tải biển. Ngư dân và nông dân quan tâm đến việc biết nhiệt độ đất và nước để bảo vệ cây trồng của họ chống lại băng giá hoặc tăng sản lượng đánh bắt từ biển. Ngay cả hiện tượng El Nino có thể được phát hiện. Sử dụng các kỹ thuật số hóa màu, hình ảnh nhiệt phổ màu xám có thể được chuyển đổi thành màu sắc khác để dễ dàng xác định thông tin muốn thu thập.

## Các loại vệ tinh khí tượng
Vệ tinh khí tượng thường có hai loại quỹ đạo cơ bản: quỹ đạo địa tĩnh (vệ tinh địa tĩnh) và quỹ đạo cực.

### Vệ tinh khí tượng địa tĩnh
Vệ tinh khí tượng địa tĩnh bay vòng quanh Trái Đất phía trên xích đạo ở độ cao khoảng 35.880 km (22.300 dặm). Ở quỹ đạo này, các vệ tinh có chiều quay cùng chiều với Trái Đất, do đó nó có vị trí cố định so với mặt đất. Do đó, nó có thể truyền các hình ảnh của bán cầu phía dưới liên tục bằng các máy ảnh và bộ cảm biến hồng ngoại của nó. Các hãng thông tấn đưa tin tức về thời tiết dùng các ảnh từ vệ tinh này trong các chương trình dự báo thời tiết như là các ảnh chụp, hoặc ghép lại thành ảnh động để thể hiện sự thay đổi thời tiết. Chúng cũng có sẵn trên các trang dự báo của www.noaa.gov.
Hiện nay, có nhiều vệ tinh khí tượng địa tĩnh đang được sử dụng. Hoa Kỳ có sáu vệ tinh đang hoạt động thuộc dòng GOES (vệ tinh). GOES-15, GOES-16 và GOES-17. GOES-16 và GOES-17 theo thứ tự vẫn hoạt động trên Đại Tây Dương và Thái Bình Dương. GOES-15 sẽ kết thúc sứ mệnh vào đầu tháng 7 năm 2019. Trước đó Mỹ cũng đã có ba vệ tinh thời tiết và đã hoàn thành sứ mệnh bao gồm GOES-12 được mệnh danh là GOES-East, nằm phía trên sông Amazon và cung cấp hầu hết thông tin thời tiết của Hoa Kỳ. GOES-10 còn được gọi là GOES-West nằm ở trên phía Đông Thái Bình Dương. GOES-9 cho Nhật mượn thông qua một thỏa thuận quốc tế do vệ tinh GMS-5 của Nhật đã hư hỏng và việc phóng vệ tinh thay thế (vệ tinh MTSAT-1) thất bại; nó bay trên vùng giữa Thái Bình Dương.
Vệ tinh thời tiết thế hệ mới của Nga Elektro-L No.1 hoạt động ở tọa độ 76°Đ trên Ấn Độ Dương. Nhật Bản có MTSAT-2 nằm ở giữa Thái Bình Dương ở tọa độ 145°Đ và Himawari 8 ở 140°Đ. Châu Âu có các vệ tinh Meteosat-8 (3,5°T) và Meteosat-9 (0°) bay trên Đại Tây Dương và Meteosat-5. Meteosat-6 (63°Đ) và Meteosat-7 (57,5°Đ) bay trên Ấn Độ Dương. Nga có vệ tinh GOMS bay trên xích đạo phía Nam Moskva. Ấn Độ cũng có vệ tinh địa tĩnh gọi là INSAT chứa các thiết bị thời tiết. Trung Quốc có vệ tinh Phong Vân (Tiếng Anh: Feng-Yun, Tiếng Trung Quốc: 風雲) là vệ tinh địa tĩnh. Vệ tinh được phóng gần đây nhất là FY-2E,,FY-2F và FY-2G hoạt động lần lượt tại kinh độ 86,5°Đ, 123,5°Đ và 105°Đ.
Vệ tinh quỹ đạo cực bay vòng quanh Trái Đất ở độ cao từ 850 km (530 dặm) từ hướng bắc đến nam hoặc ngược lại và đi ngang qua các địa cực trên đường đi. Vệ tinh quỹ đạo cực có quỹ đạo đồng bộ mặt trời , có nghĩa là nó có thể quan sát bất kỳ vị trí nào trên Trái Đất và mỗi ngày 2 lần với cùng điều kiện ánh sáng vì giờ địa phương chỗ nó đi qua gần như không thay đổi. Các vệ tinh thời tiết quay quanh cực cung cấp độ phân giải tốt hơn nhiều so với các vệ tinh địa tĩnh do gần Trái Đất hơn.
Hoa Kỳ có những vệ tinh NOAA là vệ tinh khí tượng quỹ đạo cực, hiện tại NOAA-15 và NOAA-18, NOAA-19 (POES) và NOAA-20 (JPSS). Châu Âu có vệ tinh MetOp-A và MetOp-B vận hành bởi EUMETSAT. Nga có những vệ tinh Meteor và RESURS. Trung Quốc có FY-3A, 3B và 3C. Ấn Độ cũng có những vệ tinh quỹ đạo cực.
Ảnh chụp ánh sáng bình thường của vệ tinh khí tượng chụp ban ngày người bình thường vẫn có thể hiểu được; mây, hệ mây như bão nhiệt đới, hồ, rừng, núi, tuyết, cháy, ô nhiễm, khói, sương mù... đều hiện ra. Ngay cả gió vẫn có thể xác định được dựa trên hình dạng mây, cách sắp xếp và sự di chuyển từ những bức ảnh trước đó.
Ảnh hồng ngoại và ảnh chụp nhiệt độ được chụp bằng các sensor cho phép các nhà phân tích xác định độ cao và loại mây, tính nhiệt độ mặt đất và mặt nước, đặt điểm mặt biển. Các ảnh hồng ngoại mô tả những xoáy nước trên biển và bản đồ các dòng hải lưu có giá trị kinh tế và công nghiệp hàng hải. Ngư dân và nông dân cũng cần biết nhiệt độ mặt đất và mặt nước để bảo vệ mùa màng trước sự băng giá hoặc tăng sản lượng đánh bắt trên biển. Hiện tượng El Niño cũng có thể được xác định. Dùng kỹ thuật tô màu ảnh kỹ thuật số, các sắc độ xám của ảnh được chuyển thành các màu để xác định các thông tin mong muốn một cách dễ dàng.